# 뭔가 보여드리겠읍니다
"뭔가 보여드리겠읍니다"는 1980년에 개봉한 대한민국의 영화이다.

## 캐스팅
- 이주일
- 김병조
- 이상해
- 이승현
- 김희갑
- 김하림
- 김윤미